# Bhutan Airlines
Tashi Air Pvt. Limitado, que opera como Bhutan Airlines, es una aerolínea butanesa con sede en Timbu.
Hasta junio de 2012 había operado vuelos domésticos a las ciudades de Jakar y Trashigang, que fueron cancelados debido al aumento de las pérdidas financieras; sin embargo, tras un acuerdo con el gobierno de Bután, la aerolínea ha reanudado un programa completo de vuelos, incluido Calcuta. La aerolínea reanudó sus servicios el 10 de octubre de 2013, realizando sus primeros vuelos internacionales a la India y Tailandia.

## Historia
Tashi Air, fue lanzada el 4 de diciembre de 2011, como una aerolínea subsidiaria del Grupo Tashi. Comenzó operando vuelos regulares a Bathpalathang y Yonphula el 18 de diciembre de 2011. Sin embargo, seis meses después, la línea solicitó al gobierno butanés suspender los vuelos domésticos.
El 10 de octubre de 2013 se reanudaron los servicios, bajo el nombre de Bhutan Airlines. La empresa obtuvo el arrendamiento con tripulación de un Airbus A320 de una compañía con sede en Lituania. Inicialmente se ofrecieron vuelos a Calcuta y luego a Bangkok. La aerolínea estaba obligada a reanudar los vuelos nacionales en octubre de 2014, según un acuerdo con el gobierno butanés. Tras la finalización de su contrato de arrendamiento, Tashi Air adquirió, el 1 de mayo de 2014, un Airbus A319 con capacidad para 122 pasajeros. El 30 de julio de 2014 se recibió un segundo Airbus A319.

## Oficinas
La oficina central de Bhutan Airlines se encuentra en Tashi Mall en Timbu. Existe, a su vez, una oficina en Paro, en el Aeropuerto Internacional. Las oficinas principales de Bhutan Airlines se encuentran en Calcuta, India y en Bangkok, Tailandia, donde están representadas por OMG Experience Co., Ltd. como GSA (Agente de ventas general en Tailandia). También hay oficinas en Katmandú y Malasia.

## Destinos
| Países    | Destinos | Aeropuertos                                         |
| --------- | -------- | --------------------------------------------------- |
| Bután     | Paro     | Aeropuerto de Paro                                  |
| India     | Calcuta  | Aeropuerto Internacional Netaji Subhas Chandra Bose |
| India     | Delhi    | Aeropuerto internacional Indira Gandhi              |
| India     | Gaya     | Aeropuerto de Gaya                                  |
| Nepal     | Katmandú | Aeropuerto Internacional de Tribhuvan               |
| Tailandia | Bangkok  | Aeropuerto de Suvarnabhumi                          |

## Flota

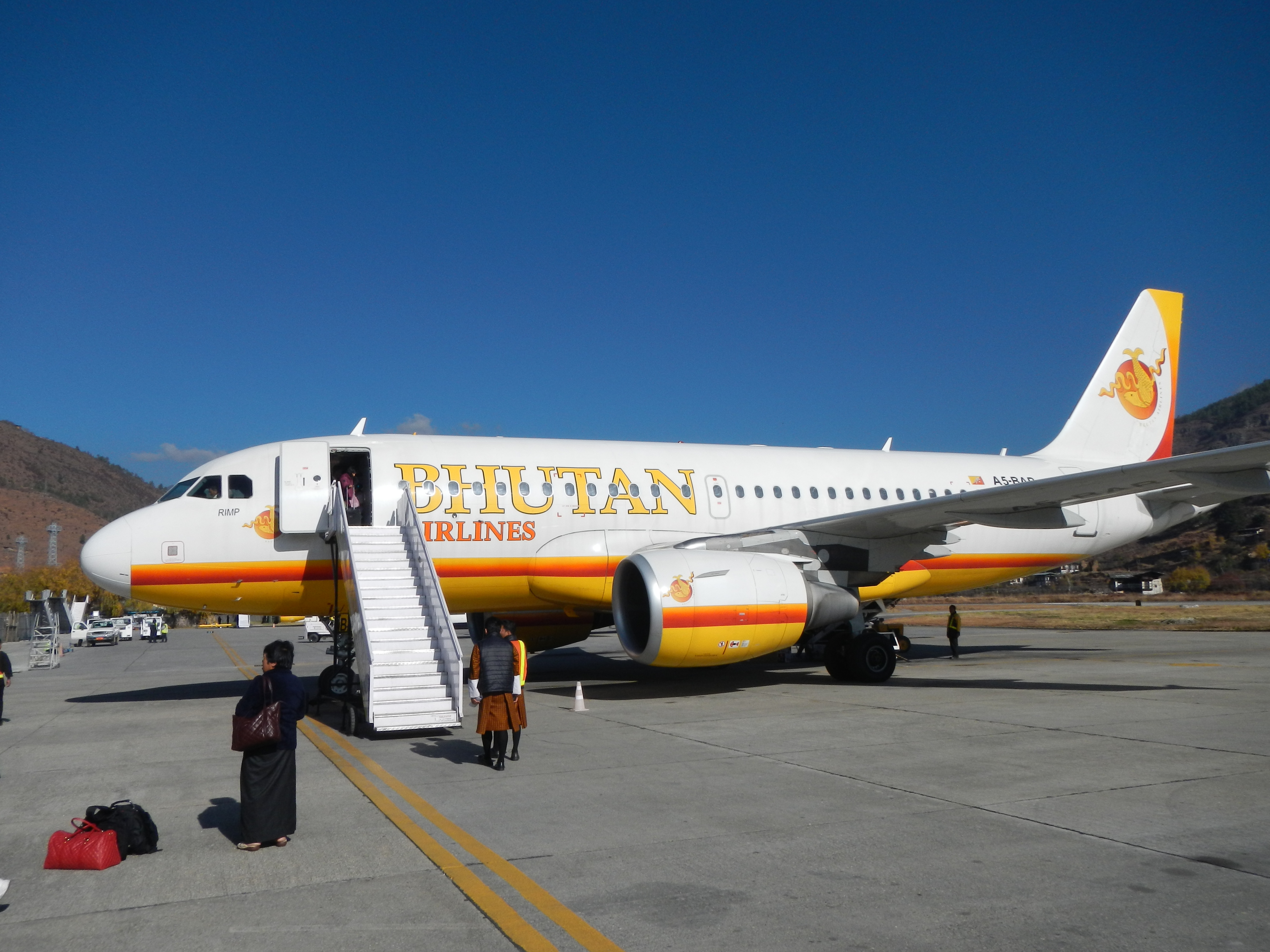
Airbus A319-100 de Bhutan Airlines

### Flota actual
La flota de Bhutan Airlines consta de las siguientes aeronaves:
| Aeronaves   | En servicio | Pedidos | Pasajeros                                              | Pasajeros                                              | Pasajeros                                              | Matrículas                                             | Antigüedad                                             |
| Aeronaves   | En servicio | Pedidos | C                                                      | Y                                                      | Total                                                  | Matrículas                                             | Antigüedad                                             |
| ----------- | ----------- | ------- | ------------------------------------------------------ | ------------------------------------------------------ | ------------------------------------------------------ | ------------------------------------------------------ | ------------------------------------------------------ |
| Airbus A319 | 2           | —       | 12                                                     | 114                                                    | 126                                                    | A5-DOR                                                 | 13,8 años                                              |
| Airbus A319 | 2           | —       | 12                                                     | 114                                                    | 126                                                    | A5-RIM                                                 | 13,7 años                                              |
| Total       | 2           | —       | Edad media de la flota (diciembre de 2023): 13,8 años. | Edad media de la flota (diciembre de 2023): 13,8 años. | Edad media de la flota (diciembre de 2023): 13,8 años. | Edad media de la flota (diciembre de 2023): 13,8 años. | Edad media de la flota (diciembre de 2023): 13,8 años. |

### Flota histórica
| Aeronaves       | Total | Introducido | Retirado | Matrículas |
| --------------- | ----- | ----------- | -------- | ---------- |
| Airbus A320-200 | 1     | 2013        | 2014     | LY-SPB     |